# Pallavolo ai Giochi della XXVI Olimpiade - Torneo maschile
Il IX campionato di pallavolo maschile ai Giochi olimpici si è svolto dal 21 luglio al 4 agosto 1996 ad Atlanta, negli Stati Uniti, durante i Giochi della XXVI Olimpiade. Al torneo hanno partecipato 12 squadre nazionali e la vittoria finale è andata per la prima volta ai Paesi Bassi.

## Qualificazioni
Al campionato olimpico hanno partecipato la nazionale del paese ospitante, le prime tre squadre classificate nel corso della Coppa del Mondo 1995, la prima classificata di ogni torneo di qualificazione continentale e le prime tre classificate al torneo di qualificazione mondiale.

## Gironi
| Girone A                                            | Girone B                                                   |
| --------------------------------------------------- | ---------------------------------------------------------- |
| Argentina Brasile Bulgaria Cuba Polonia Stati Uniti | Corea del Sud Jugoslavia Italia Paesi Bassi Russia Tunisia |

## Fase finale

### Finali 1º e 3º posto
|  | Quarti      | Quarti      |             |            | Semifinale         | Semifinale         |  |  | Finale 1º/2º posto | Finale 1º/2º posto |
|  |             |             |             |            |                    |                    |  |  |                    |                    |
|  |             |             |             |            |                    |                    |  |  |                    |                    |
|  |             |             |             |            |                    |                    |  |  |                    |                    |
|  | Cuba        | 0           |             |            |                    |                    |  |  |                    |                    |
|  | Cuba        | 0           |             |            |                    |                    |  |  |                    |                    |
|  | Russia      | 3           |             |            |                    |                    |  |  |                    |                    |
|  | Russia      | 3           | Russia      | 0          |                    |                    |  |  |                    |                    |
|  |             |             | Russia      | 0          |                    |                    |  |  |                    |                    |
|  |             | Paesi Bassi | 3           |            |                    |                    |  |  |                    |                    |
|  | Bulgaria    | Paesi Bassi | 3           | 1          |                    |                    |  |  |                    |                    |
|  | Bulgaria    |             |             | 1          |                    |                    |  |  |                    |                    |
|  | Paesi Bassi | 3           |             |            |                    |                    |  |  |                    |                    |
|  | Paesi Bassi | 3           | Paesi Bassi | 3          |                    |                    |  |  |                    |                    |
|  |             |             | Paesi Bassi | 3          |                    |                    |  |  |                    |                    |
|  |             | Italia      | 2           |            |                    |                    |  |  |                    |                    |
|  | Brasile     | Italia      | 2           | 2          |                    |                    |  |  |                    |                    |
|  | Brasile     |             |             | 2          |                    |                    |  |  |                    |                    |
|  | Jugoslavia  | 3           |             |            |                    |                    |  |  |                    |                    |
|  | Jugoslavia  | 3           | Jugoslavia  | 1          | Finale 3º/4º posto | Finale 3º/4º posto |  |  |                    |                    |
|  |             |             | Jugoslavia  | 1          | Finale 3º/4º posto | Finale 3º/4º posto |  |  |                    |                    |
|  |             | Italia      | 3           |            |                    |                    |  |  |                    |                    |
|  | Argentina   | Italia      | 3           | 1          | Russia             | 1                  |  |  |                    |                    |
|  | Argentina   |             |             | 1          | Russia             | 1                  |  |  |                    |                    |
|  | Italia      | 3           |             | Jugoslavia | 3                  |                    |  |  |                    |                    |
|  | Italia      | 3           |             |            | 3                  |                    |  |  |                    |                    |
|  |             |             |             |            |                    |                    |  |  |                    |                    |
|  |             |             |             |            |                    |                    |  |  |                    |                    |

### Finali 5º e 7º posto
|  | Semifinali | Semifinali | Semifinali |         |      | Finale 5º/6º posto | Finale 5º/6º posto | Finale 5º/6º posto |  |
|  |            |            |            |         |      |                    |                    |                    |  |
|  | Cuba       | Cuba       | 3          |         |      |                    |                    |                    |  |
|  | Cuba       | Cuba       | 3          |         |      |                    |                    |                    |  |
|  | Bulgaria   | Bulgaria   | 1          |         |      |                    |                    |                    |  |
|  | Bulgaria   | Bulgaria   | 1          |         | Cuba | Cuba               | 0                  |                    |  |
|  |            |            |            |         | Cuba | Cuba               | 0                  |                    |  |
|  |            |            | Brasile    | Brasile | 3    |                    |                    |                    |  |
|  | Brasile    | Brasile    | Brasile    | Brasile | 3    | 3                  |                    |                    |  |
|  | Brasile    | Brasile    |            |         |      | 3                  |                    |                    |  |
|  | Argentina  | Argentina  | 1          |         |      | Finale 7º/8º posto | Finale 7º/8º posto | Finale 7º/8º posto |  |
|  | Argentina  | Argentina  | 1          |         |      |                    |                    |                    |  |
|  |            |            |            |         |      |                    |                    |                    |  |
|  |            |            |            |         |      | Bulgaria           | Bulgaria           | 3                  |  |
|  |            |            |            |         |      | Bulgaria           | Bulgaria           | 3                  |  |
|  |            |            |            |         |      | Argentina          | Argentina          | 2                  |  |

## Podio

### Campione
Formazione: 1 Misha Latuhihin, 3 Henk-Jan Held, 4 Brecht Rodenburg, 5 Guido Görtzen, 6 Richard Schuil, 8 Ron Zwerver, 9 Bas van de Goor, 10 Jan Posthuma, 11 Olof van der Meulen, 12 Peter Blangé, 13 Rob Grabert, 16 Mike van de Goor, CT: Joop Alberda

### Secondo posto
Formazione: 1 Andrea Gardini, 2 Marco Meoni, 3 Pasquale Gravina, 5 Paolo Tofoli, 6 Samuele Papi, 7 Andrea Sartoretti, 8 Marco Bracci, 9 Lorenzo Bernardi, 10 Luca Cantagalli, 11 Andrea Zorzi, 13 Andrea Giani, 16 Vigor Bovolenta, CT: Julio Velasco

### Terzo posto
Formazione: 1 Đorđe Đurić, 2 Žarko Petrović, 3 Vladimir Batez, 4 Željko Tanasković, 5 Dejan Brđović, 7 Đula Mešter, 8 Slobodan Kovač, 9 Nikola Grbić, 10 Vladimir Grbić, 11 Rajko Jokanović, 12 Andrija Gerić, 13 Goran Vujević, CT: Zoran Gajić

## Classifica finale
| Classifica | Squadre       |
| ---------- | ------------- |
|            | Paesi Bassi   |
|            | Italia        |
|            | Jugoslavia    |
| 4          | Russia        |
| 5          | Brasile       |
| 6          | Cuba          |
| 7          | Bulgaria      |
| 8          | Argentina     |
| 9          | Corea del Sud |
| 9          | Stati Uniti   |
| 11         | Polonia       |
| 11         | Tunisia       |